# Obârșia (Olt)
Pour les articles homonymes, voir Obârșia.
Obârșia est une commune du județ d'Olt en Roumanie.